# Campionati europei di triathlon long distance del 1999
I Campionati europei di triathlon long distance del 1999 (IX edizione) si sono tenuti ad Almere, Paesi Bassi.
Tra gli uomini ha vinto l'olandese Jan Van der Marel, mentre la gara femminile è andata alla connazionale Irma Heeren.

## Risultati

### Élite uomini
| Pos. | Nome              | Paese       | Totale  |
| ---- | ----------------- | ----------- | ------- |
|      | Jan Van der Marel | Paesi Bassi | 7:57:46 |
|      | Petr Vabroušek    | Rep. Ceca   | 8:04:11 |
|      | Menno Oudeman     | Paesi Bassi | 8:05:44 |

### Élite donne
| Pos. | Nome            | Paese       | Totale  |
| ---- | --------------- | ----------- | ------- |
|      | Irma Heeren     | Paesi Bassi | 8:56:23 |
|      | Marijke Zeekant | Paesi Bassi | 9:23:38 |
|      | Cora Vlot       | Paesi Bassi | 9:24:00 |